# Aloe dichotoma
Aloe dichotoma är en art i aloesläktet inom familjen afodillväxter som växer i Sydafrika och Namibia. Dess vetenskapliga artnamn dichotoma kommer av det grekiska ordet dichotomos (i översättning betyder det ungefär "tudelad") och syftar på det sätt växtens grenar delar sig.
På afrikaans kallas trädet kokerboom och på engelska quiver tree. Detta kommer av att Sanfolket använder det för att göra koger till sina pilar. 

## Beskrivning

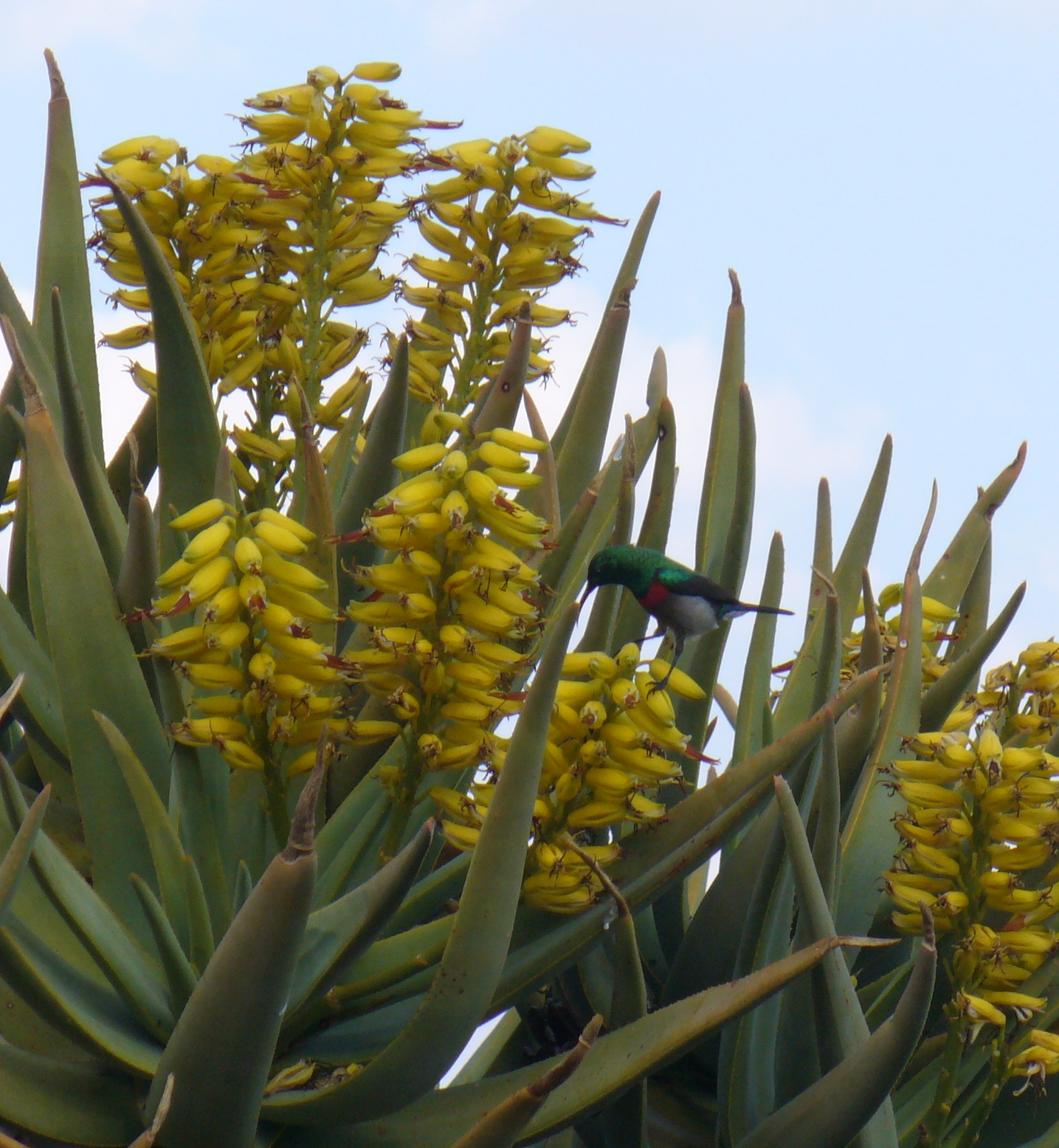
Blommorna hos Aloe dichotoma

Aloe dichotoma är stambildade och har en tät och rund krona. Den upprätta stammen kan nå en höjd av nio meter och en diameter på upp till en meter. Nära grenarnas ändar finns ansamlingar av cirka 20 lansettlika, blågröna blad. Bladen är 25 till 35 centimeter långa och cirka 5 centimeter breda. Bladens kanter har en lite brungul anstrykning och är försedda med små taggar, som blir mindre närmare bladets spets. Vid blomningen bildar växten i toppen på grenarna tre till fem blomställningar. Blomställningen är en klase och blommorna är gula och sitter på 5 till 10 millimeter långa skaft.

## Utbredning
Aloe dichotoma växer i Sydafrika och Namibia, särskilt i Norra Kapprovinsen. Ett särskilt stort antal finns i ett skyddat område nordöst om Keetmanshoop. Den första vetenskapliga beskrivningen av arten gjordes år 1776 av Francis Masson.